# Српска ратарска читаоница у Кули
Српска ратарска читаоница у Кули је јавна институција, основана 18. фебруара 1892. године у Кули. Тог дана је у просторијама Српске православне школе одржана Оснивачка скупштина Српске ратарске читаонице у Кули. Српска ратарска читаоница, основана је на иницијативу и уз упорно ангажовање учитеља Јована Ђ. Ћосића. У то време Кула је, као једно од већих насеља у Војводини, била административни, привредни и културни центар с 8480 становника од којих су 2300 били Срби.

## Историја
Друга половина деветнаестог века представљала је преломни период у културном животу војвођанских Срба. Поред утицаја просветитељских идеја Доситеја Обрадовића, епског стваралаштва Вука Караџића, снажан утицај извршили су и песници: Бранко Радичевић, Ђура Јакшић, Јован Јовановић; као и приповедачи: Јанко Веселиновић, Лаза Лазаревић, Милован Глишић, Стеван Сремац — и други. Интересовање за њихова дела подстакло је оснивање читаоница и књижница. Истим стопама кренули су и Куљани — оснивањем Српске ратарске читаонице 1892. године.
Према подацима из Архиве Српске ратарске читаонице њен члан је био и српски композитор Исидор Бајић.
Први писани траг о покушају оснивања Народнe читаоницe са књижницом можe сe пронаћи у тадашњeм листу Застава из 1891. годинe, да би нарeднe годинe била основана у просторијама Српскe православнe школe, уз који постајe јeдина јавна институција Срба у Кули.
Читаоница у време свог оснивања није поседовала властиту зграду или било какве просторије за рад. Одлучено је да се за потреба Читаонице закупи једна просторија у гостионици Нандора Кнефелије, за своту од 60 форинти годишње на име кирије. Усељењем у ову изнајмљену просторију, 23. фебруара 1892. године, званично је отпочео рад Српске ратарске читаонице у Кули. После оснивања и почетка рада Читаонице, уз читав низ организационих мера, решења и одлука, Управни одбор је посебно био ангажован на што бржој изради Правила читаонице, што је представљало званичну дозволу за рад и нормативно регулисање целокупне активности како би Читаоница могла што боље и достојније да обавља своју племениту мисију. У изради нацрта правила коришћена су већ проверена искуства Мађарске читаонице у Непкору, која је у Кули постојала још од 1868. године, али и Српске читаонице у Сомбору. Априла месеца 1892. године Правила читаонице (Статут) била су одобрена од стране Угарског краљевског Министарства унутрашњих дела.
Редовно сваке године, обично јануара месеца, одржавана је годишња скупштина Читаонице. Читаоница се издржавала из властитих прихода, искључиво од чланарине.  Сопствени печат Читаоница има од 1900. године. У току свог стогодишњег постојања Читаоница је неколико пута мењала назив, али ниједно друго име није више одговарало осим при употреби речи ратарска, како су ју са поносом називали њени оснивачи.
Из изнајмљене просторије, Читаоница се 1933. године сели у просторије у црквеном дворишту, на иницијативу тадашњег свештеника Милана Боберића. Тиме су се стекли знатно повољнији услови за рад Читаонице. Између осталог књижни фонд Читаонице користили су и ђаци за школску лектиру.
Интересантна је чињеница да су још пре више од 100 година у Српској ратарској читаоници у Кули, тако рећи, беспрекорно прављени завршни рачуни о финансијском пословању, управо онако како се то и данас чини.
Половина деветнаестог века наглашена је ратним догађајима. После ових догађаја настала су национална и духовна струјања која су постакла куљане да обрате пажњу и на културне вредности. То се пре свега огледа у њиховом занимању за српске часописе и  књиге на реформисаном српском језику. Куљани су постепено друштвени живот свог места испуњавали новим видовима културних садржаја. Беседама и приредбама у добротворне сврхе они су створили амбијент у којем су настале културне институција. Најзначајнија међу њима је била Срспка ратарска читаоница основана 1892. године.
У то време постојао је читав културни покрет у Бачкој. Оснивање читаонице значило је преображај у друштвеном животу Срба који су живели у Кули. Одушевљење за јавни живот је нагло порасло али врло мали број чланова читаонице је неуморно радио на напретку и бољитку новоосноване читаонице. Убрзо су увидели важност и корист од ове институције јер су у њој налазили и школу за старији нараштај. Већ друге године по оснивању Српска ратарска читаоница је организовала низ националних манифестација.
У првим деценијама двадесетог века које су испунила крупна политичка збивања Српска ратарска читаоница је наставила да негује своју националну и културну делатност. Одговарајући на изазове тих бурних времена проширила је делатност новим видовима и разноврсним садржајима.
У току свог дугогодишњег рада, читав низ година Српска ратарска читаоница је била једина и усамљена институција у својој корисној мисији међу Србима у Кули. Имала је и до данас одржала изузетно важну образовну функцију јер је организовала бројна предавања. До данашњих дана Српска ратарска читаоница наставила је да набавља добре књиге. часописе и новине и да их даје својим члановима на читање. У овој читаоници, у самом центру града, брижљиво се чува хиљаде примерака књига, новина и часописа с почетка 20. века. Акцијама прикупљања књига обогаћен је књижни фонд.
Током постојања Српске ратарске читаонице приређивани су читалачки часови и јавне трибине на разне животне теме с нагласком на живот и рад ратара Куле. Читаоница је имала и важну улогу у друштвеном животу свога чланства, јер су се приређивале забаве, излети и другарске вечери. Празницима и недељом после свете литургије окупљали су се да прочитају новине, часописе и узму књигу на читање. Касније су та окупљања проширена и на пијачне дане. Сарадња са другим културно-просветним институцијама била је скромна и недовољна, док је са верском заједницом Српском православном црквом боља.
2022. године Српска ратарска читаоница је обележила 130 година постојања.
Читаоница и данас активно ради у области образовања и културе.